# Confindustria servizi innovativi e tecnologici
Confindustria servizi innovativi e tecnologici è la federazione delle imprese aderenti a Confindustria che si occupa di consulenza IT, software, cloud, outsourcing; servizi, applicazioni e tecnologie per lo spazio; servizi di gestione delle reti tecnologiche; ingegneria ambientale, consulenza energetica e della sicurezza; testing, inspection and certification; marketing e comunicazione; consulenza per la ricerca, l’innovazione e lo sviluppo; knowledge and education; servizi finanziari, factoring; servizi per il credito; servizi tecnici e professionali.
Nata nel 2006 dall'aggregazione delle associazioni di categoria dei settori del terziario avanzato aderenti alla confederazione degli industriali, attualmente è composta da 21 associazioni di categoria oltre a 34 sezioni territoriali istituite presso le unioni provinciali di Confindustria.
Nel 2008, con oltre 5.500 imprese aderenti con 200.000 addetti, la federazione costituisce l'aggregazione di imprese più rappresentativa del settore dei Knowledge intensive business services a livello nazionale.